# Cyclosa vieirae
Cyclosa vieirae är en spindelart som beskrevs av Levi 1999. Cyclosa vieirae ingår i släktet Cyclosa och familjen hjulspindlar. Inga underarter finns listade i Catalogue of Life.